# Flying Saucer Working Party
Flying Saucer Working Party (em português:  Grupo de trabalho dos discos voadores) (ou fswp) foi o primeiro estudo oficial de OVNIs do ministério de defesa do Reino Unido, organizado pelo cientista Henry Tizard.

## O grupo
O Flying Saucer Working Party foi criado em outubro de 1950 por Henry Tizard, que achava que os relatórios sobre OVNIs deveriam ter um estudo sério. Ele devidamente autorizou a criação de uma pequena equipe de estudo para analisar o fenômeno. O relatório final do grupo, publicado em junho de 1951, foi divulgado publicamente apenas em 2001.
O grupo concluiu que todos os relatórios que estudaram poderiam ser explicados por uma ou mais das seguintes causas: fenômenos astronômicos ou meteorológicos; identificação errada de aeronaves, balões, aves e assim por diante; ilusões de ótica e delírios psicológicos ou fraudes deliberadas. O relatório concluiu: "nós recomendamos de forma muito forte que nenhuma investigação adicional de fenômenos aéreos misteriosos relatados sejam feitas, a menos até que alguma evidência material se torne disponível."